# Premiul Locus pentru cel mai bun roman în genul fantezie
Premiul Locus pentru cel mai bun roman fantasy este acordat anual de către revista Locus:

## Lista
| An   | Roman                                    | Autor                 |
| ---- | ---------------------------------------- | --------------------- |
| 1978 | The Silmarillion                         | J. R. R. Tolkien      |
| 1980 | Harpist in the Wind                      | Patricia A. McKillip  |
| 1981 | Lord Valentine's Castle                  | Robert Silverberg     |
| 1982 | Gheara Conciliatorului                   | Gene Wolfe            |
| 1983 | The Sword of the Lictor                  | Gene Wolfe            |
| 1984 | The Mists of Avalon                      | Marion Zimmer Bradley |
| 1985 | Job: A Comedy of Justice                 | Robert A. Heinlein    |
| 1986 | Trumps of Doom                           | Roger Zelazny         |
| 1987 | Soldier of the Mist                      | Gene Wolfe            |
| 1988 | Seventh Son                              | Orson Scott Card      |
| 1989 | Red Prophet                              | Orson Scott Card      |
| 1990 | Prentice Alvin                           | Orson Scott Card      |
| 1991 | Tehanu: The Last Book of Earthsea        | Ursula K. Le Guin     |
| 1992 | Beauty                                   | Sheri S. Tepper       |
| 1993 | Last Call                                | Tim Powers            |
| 1994 | The Innkeeper's Song                     | Peter S. Beagle       |
| 1995 | Brittle Innings                          | Michael Bishop        |
| 1996 | Alvin Journeyman                         | Orson Scott Card      |
| 1997 | A Game of Thrones                        | George R. R. Martin   |
| 1998 | Earthquake Weather                       | Tim Powers            |
| 1999 | A Clash of Kings                         | George R. R. Martin   |
| 2000 | Harry Potter and the Prisoner of Azkaban | J. K. Rowling         |
| 2001 | A Storm of Swords                        | George R. R. Martin   |
| 2002 | American Gods                            | Neil Gaiman           |
| 2003 | The Scar                                 | China Miéville        |
| 2004 | Paladin of Souls                         | Lois McMaster Bujold  |
| 2005 | Iron Council                             | China Miéville        |
| 2006 | Anansi Boys                              | Neil Gaiman           |
| 2007 | The Privilege of the Sword               | Ellen Kushner         |
| 2008 | Making Money                             | Terry Pratchett       |
| 2009 | Lavinia                                  | Ursula K. Le Guin     |
| 2010 | The City & the City                      | China Miéville        |
| 2011 | Kraken                                   | China Miéville        |